# 文明门 (信宜市)
文明门，因城门楼墙体为红色，俗称“红楼”，位于广东省信宜市镇隆镇八坊村，是窦州古城的地标式建筑，2019年被列入广东省文物保护单位。

## 历史
文明门原是窦州古城南门城楼。清嘉庆十八年（1813年），绅士梁贻嘉等呈请，移信宜县城南门于信宜学宫前正南处，命名为“文明门”，取“青云路上构杰阁，献奇纳秀开文明”之意。民国三十六年（1947年）仿照当年高州府城东门改建，为宮殿楼台式建筑，宽25.28米，深13.71米，高16.29米，共分上下两层，底层为瓮城，中间为高5.5米，宽4.7米，深11.66米的大拱门。整个建筑属“庶殿顶”楼台结构，屋檐下有莲花托拱头，飞檐翘角。地面正中是由三列长条青石组成的石板通道。当地有习俗，凡官宦履职调任、学子赴考、民间婚嫁等喜庆之事，都经此门出入，官员及学子进出要居中行走、脚踏青石板，取“走正道”“平步青云”之意，丧葬等白事则要回避此门。文明门二楼曾作为文化馆及法院，现被辟为方志馆，于2020年7月21日开馆。
文明门与信宜学宫、五里岭的文笔塔连成一条中轴线，民间说法是“坐壬向丙兼子午”，能聚灵气、集文风。文明门内曾摆放有两尊拱卫城门的铁炮，曾于每天正午鸣响报时。唯铁炮在大炼钢铁时期被抬去炼钢，文笔塔也在“破四旧”时被拆除，仅文明门历经风雨保留至今，是窦州古城唯一保存下来的城门。